# Luxemburgische Eishockeyliga 1997/98
Die Saison 1997/98 war die zweite Spielzeit der luxemburgischen Eishockeyliga, der höchsten luxemburgischen Eishockeyspielklasse. Meister wurde zum insgesamt zweiten Mal in der Vereinsgeschichte Tornado Luxembourg.

## Hauptrunde
|    | Klub                  |
| -- | --------------------- |
| 1. | Tornado Luxembourg    |
| 2. | Lokomotive Luxembourg |
| 3. | Rapids Remich         |
| 4. | IHC Beaufort          |

Sp = Spiele, S = Siege, U = Unentschieden, N = Niederlagen